# Campeonato Mundial de Judo de 2015
El XXXV Campeonato Mundial de Judo se celebró en Astaná (Kazajistán) entre el 24 y el 29 de agosto de 2015 bajo la organización de la Federación Internacional de Judo (IJF) y la Federación Kazaja de Judo.
Las competiciones se realizaron en el Palacio de Hielo Alau de la capital kazaja.

## Medallistas

### Masculino
| Evento          | Oro                         | Plata                        | Bronce                                                       |
| --------------- | --------------------------- | ---------------------------- | ------------------------------------------------------------ |
| –60 kg (24.08)  | Yeldos Smetov · Kazajistán  | Rustam Ibrayev · Kazajistán  | Kim Won-Jin Corea del Sur Toru Shishime Japón                |
| –66 kg (25.08)  | An Ba-Ul Corea del Sur      | Mijail Puliayev · Rusia      | Rishod Sobirov Uzbekistán Golan Pollack Israel               |
| –73 kg (26.08)  | Shohei Ono Japón            | Riki Nakaya Japón            | Sainzhargalyn Niam-Ochir Mongolia An Chang-Rim Corea del Sur |
| –81 kg (27.08)  | Takanori Nagase Japón       | Loïc Pietri Francia          | Antoine Valois-Fortier · Canadá · Victor Penalber · Brasil   |
| –90 kg (28.08)  | Gwak Dong-Han Corea del Sur | Kirill Denisov · Rusia       | Mashu Baker Japón Varlam Liparteliani Georgia                |
| –100 kg (29.08) | Ryunosuke Haga Japón        | Karl-Richard Frey · Alemania | Toma Nikiforov · Bélgica · Dimitri Peters · Alemania         |
| +100 kg (29.08) | Teddy Riner Francia         | Ryu Shichinohe Japón         | Adam Okruashvili · Georgia · Yakiv Jammo · Ucrania           |

### Femenino
| Evento         | Oro                      | Plata                       | Bronce                                                     |
| -------------- | ------------------------ | --------------------------- | ---------------------------------------------------------- |
| –48 kg (24.08) | Paula Pareto Argentina   | Haruna Asami Japón          | Jeong Bo-Kyeong Corea del Sur Ami Kondo Japón              |
| –52 kg (25.08) | Misato Nakamura Japón    | Andreea Chițu · Rumania     | Érika Miranda · Brasil · Daria Skrypnik · Bielorrusia      |
| –57 kg (26.08) | Kaori Matsumoto Japón    | Corina Căprioriu · Rumania  | Automne Pavia Francia Dorzhsürenguiin Sumiyaa Mongolia     |
| –63 kg (27.08) | Tina Trstenjak Eslovenia | Clarisse Agbegnenou Francia | Tsedevsürenguiin Mönjzayaa Mongolia Miku Tashiro Japón     |
| –70 kg (28.08) | Gévrise Émane Francia    | María Bernabéu · España     | Fanny Posvite · Francia · Yuri Alvear · Colombia           |
| –78 kg (28.08) | Mami Umeki Japón         | Anamari Velenšek Eslovenia  | Luise Malzahn · Alemania · Marhinde Verkerk · Países Bajos |
| +78 kg (29.08) | Yu Song China            | Megumi Tachimoto Japón      | Kanae Yamabe · Japón · Idalys Ortiz · Cuba                 |

## Medallero
| Núm. | País          | Oro | Plata | Bronce | Total |
| ---- | ------------- | --- | ----- | ------ | ----- |
| 1    | Japón         | 6   | 4     | 5      | 15    |
| 2    | Francia       | 2   | 2     | 2      | 6     |
| 3    | Corea del Sur | 2   | 0     | 3      | 5     |
| 4    | Eslovenia     | 1   | 1     | 0      | 2     |
| 4    | Kazajistán    | 1   | 1     | 0      | 2     |
| 6    | Argentina     | 1   | 0     | 0      | 1     |
| 6    | China         | 1   | 0     | 0      | 1     |
| 8    | Rumania       | 0   | 2     | 0      | 2     |
| 8    | Rusia         | 0   | 2     | 0      | 2     |
| 10   | Alemania      | 0   | 1     | 2      | 3     |
| 11   | España        | 0   | 1     | 0      | 1     |
| 12   | Mongolia      | 0   | 0     | 3      | 3     |
| 13   | Brasil        | 0   | 0     | 2      | 2     |
| 13   | Georgia       | 0   | 0     | 2      | 2     |
| 15   | Bélgica       | 0   | 0     | 1      | 1     |
| 15   | Bielorrusia   | 0   | 0     | 1      | 1     |
| 15   | Canadá        | 0   | 0     | 1      | 1     |
| 15   | Colombia      | 0   | 0     | 1      | 1     |
| 15   | Cuba          | 0   | 0     | 1      | 1     |
| 15   | Israel        | 0   | 0     | 1      | 1     |
| 15   | Países Bajos  | 0   | 0     | 1      | 1     |
| 15   | Ucrania       | 0   | 0     | 1      | 1     |
| 15   | Uzbekistán    | 0   | 0     | 1      | 1     |
|      | TOTAL         | 14  | 14    | 28     | 56    |